# Río Carranza
El río Carranza (en euskera: Karrantza) es un río del norte de la península ibérica que discurre entre las provincias españolas de Vizcaya y Cantabria.

## Curso
Tiene 15 km de longitud. Está formado por la confluencia de dos ramas principales: las del río del Cuadro, procedente de la sierra de Mesada y del monte Ordunte o Balgerri, el de las Escaleras, procedente del Burgueño. Recibe por su derecha los ríos Callejo y Seco que bajan del Armañón.
El eje principal del río se define en una zona central, formada por la unión de una serie de ríos confluyentes en abanico; en Concha se unen las aguas de los ríos de la Presa, del Cuadro y de las Escaleras formando un río mayor. En Ambasaguas, se convierte en el río Carranza, donde recibe las aguas del Callejo. El río Carranza finalmente desemboca en el río Asón.
Geomorfológicamente tiene un sistema de tres terrazas.